# La vita segreta delle donne (quarta edizione)
La quarta edizione della serie televisiva La vita segreta delle donne è stata trasmessa dall'emittente televisiva statunitense We TV nel 2008.
| nº | Titolo originale                           | Titolo italiano   | Prima TV USA | Prima TV Italia |
| -- | ------------------------------------------ | ----------------- | ------------ | --------------- |
| 1  | Fetishes and Fantasies                     | 1° aprile 2008    | -            | -               |
| 2  | Sideshow Gals                              | 8 aprile 2008     | -            | -               |
| 3  | Exposed: Sexual Predators                  | 15 aprile 2008    | -            | -               |
| 4  | Amazon Women                               | 22 aprile 2008    | -            | -               |
| 5  | Polygamy Cult                              | 29 aprile 2008    | -            | -               |
| 6  | Psychics                                   | 6 maggio 2008     | -            | -               |
| 7  | Mafia Women                                | 13 maggio 2008    | -            | -               |
| 8  | Voyeurs and Exhibitionists                 | 20 maggio 2008    | -            | -               |
| 9  | Stalkers                                   | 27 maggio 2008    | -            | -               |
| 10 | Girl Gangs                                 | 3 giugno 2008     | -            | -               |
| 11 | Porn Stars                                 | 10 giugno 2008    | -            | -               |
| 12 | Size Matters: Tall, Small, and Extra Large | 24 giugno 2008    | -            | -               |
| 13 | Dirty Little Suburban Secrets              | 3 luglio 2008     | -            | -               |
| 14 | Eating Disorders                           | -                 | -            | -               |
| 15 | Child Brides                               | 8 luglio 2008     | -            | -               |
| 16 | Mistresses                                 | 15 luglio 2008    | -            | -               |
| 17 | Open Relationships                         | 22 luglio 2008    | -            | -               |
| 18 | Unexpected Love                            | 29 luglio 2008    | -            | -               |
| 19 | Extreme Beliefs                            | 19 agosto 2008    | -            | -               |
| 20 | Extreme Weight Loss                        | 25 agosto 2008    | -            | -               |
| 21 | Extreme Body Modifications                 | -                 | -            | -               |
| 22 | Extreme Plastic Surgery                    | 26 agosto 2008    | -            | -               |
| 23 | Specialty Models                           | 2 settembre 2008  | -            | -               |
| 24 | Phobias                                    | 9 settembre 2008  | -            | -               |
| 25 | The Occult                                 | settembre 2008    | -            | -               |
| 26 | Sex Addicts                                | 23 settembre 2008 | -            | -               |